# ファンニ・ブラーテ
ファンニ・ブラーテ（スウェーデン語: Fanny Brate、1861年2月26日 - 1940年4月24日）はスウェーデンの女流画家である。
パリで学ぶ。主にインテリアを手がけ、絵画では家庭でみられる幸せな情景を描いた。

## 略歴
ストックホルムに生まれた。父親の仕事はスウェーデン王族、ヴェステルイェートランド公爵の家宰であった。ストックホルムの美術学校を卒業し、1879年にスウェーデン王立美術院に入学し、1885年に賞（ロイヤルメダル）をえて、美術院の援助で、外国留学した。1887年にはパリのアカデミー・コラロッシで学んだ。
1887年に学者のErik Brateと結婚し、4人の娘を育てた。1891年スウェーデン芸術家協会の会員となった。

## 作品
スウェーデン国立美術館は1943年に、収集された彼女の作品の記念展示会を開催したが、そこでは126の作品が展示された。ブラーテは油絵の具と水彩絵の具で絵を描いた。彼女の作品は、スウェーデンの19世紀における中産階級の生活を描写しており、重要かつ文化的な遺産価値を持っている。
グスタヴ3世様式は1900年前後のスウェーデンで流行していた家具やインテリアの様式であるが、元々は初期新古典主義とルイ16世様式の影響を受けた、1760-90年代の室内装飾である。ブラーテの1902年の油彩画は、制作当時のグスタヴ3世様式の室内装飾を描き出した代表的な作品の1つである。

### ギャラリー
- 『Sov så sött - baby i barnvagn』、1889年。
- 『命名日のお祝い（ごちそう）[4]』カンバスに油彩、1902年。